# 728
Раннє Середньовіччя. Триває чума Юстиніана. У Східній Римській імперії триває правління Лева III. Більшу частину території Італії займає Лангобардське королівство, деякі області належать Візантії. У Франкському королівстві формально править династія Меровінгів при фактичній владі в руках Карла Мартела. В Англії триває період гептархії. Авари та слов'яни утвердилися на Балканах. Центр Аварського каганату лежить у Паннонії. Існують слов'янські держави: Карантанія та Перше Болгарське царство.
Омеядський халіфат займає Аравійський півострів, Сирію, Палестину, Персію, Єгипет, Північну Африку та Піренейський півострів. У Китаї править династія Тан. Індія роздроблена. В Японії почався період Нара. Хазарський каганат підпорядкував собі кочові народи на великій степовій території між Азовським морем та Аралом. Відновився Тюркський каганат.
На території лісостепової України в VIII столітті виділяють пеньківську й корчацьку археологічні культури. У VIII столітті тривало швидке розселення слов'ян. У Північному Причорномор'ї співіснують різні кочові племена, зокрема булгари, хозари, алани, авари, тюрки, кримські готи.

## Події
- Триває криза, пов'язана з кампанією боротьби проти ікон візантійського василевса, засуджена Папою Римським Григорієм II. Король лангобардів Лютпранд захопив увесь екзархат Равенни. Василевс Лев III Ісавр послав у Равенну нового екзарха Євтихія, той висадився в Неаполі, але без військ не може нічого вдіяти. Лангобардські герцоги Беневенто та Сполето на противагу власному королю підтримують Папу Римського. Євтихій спробував підіслати до Папи вбивць, але план провалився.
- Карл Мартел наніс поразку саксам у Тюрингії та Саксонії, але не зміг повністю підкорити баварів.
- Васіл ібн Ата заснував мутазилізм, ісламське вчення альтернативне як сунізму, так і шиїзму.